# Подорож до Арктуру
«Подорож до Арктуру» — класичний філософсько-фантастичний роман, дебютна і найвідоміша книга Девіда Ліндсея, вперше опублікована в 1920 році. Оповідає про подорож молодого чоловіка Мескалла на планету зорі Арктур, де він зазнає фантастичних перетворень і пригод у пошуках Бога.

## Сюжет
Охочий до пригод молодий чоловік Мескалл прибуває на спіритичний сеанс медіума Бекгауза. Той на подив публіки матеріалізує невідомого чоловіка, що загадково посміхається. Несподівано на сеанс вривається Крег, котрий ламає примарному гостеві шию і посмішка на його обличчі змінюється на потворну. Труп загадковим чином зникає, а вбивця заявляє, що знає звідки прибула примара. Зацікавлений цим Мескалл приєднується зі знайомим Найтспором до прогулянки містом із Крегом. Крег розповідає, що існує планета Торманс, яка обертається навколо зорі Арктур, і туди слід вирушити аби зустрітися із загадковим Суртуром. Він дає Мескаллу скло, подивишись крізь яке Мескалл бачить іншу планету. Мескалл жартома погоджується через два дні прибути в обсерваторію, звідки має початися подорож.
Біля обсерваторії він зустрічає Найтспора і пізніше Крега. Вони пробираються в обсерваторію, а вночі піднімаються на її вежу. Підйом дається Мескаллу дедалі важче і він чує барабан, а потім голос, який застерігає, що з Арктуру повернеться лише Найтспор. На даху вони сідають в «кристальну торпеду», заряджену промінням Арктуру, що відлітає до зорі.
Мескалл отямлюється сам на Тормансі, де в нього виростає дивна випуклість на лобі та щупальце на грудях. Він зустрічає жінку Джойвінд, яка переливає Мескаллу частину своєї крові, щоб той міг жити в умовах планети. Завдяки новим органам Мескалл розуміє з її мови, що на Тормансі Бога називають Суртуром або Кристалменом; що жителі планети не їдять, а п'ють особливу воду; він дізнається про призначення щупальця — збільшувати любов. Джойвінд запевняє Мескалла, що на Тормансі панує взаємодопомога, а земний Бог, на відміну від Сурутра — жорстока безтілесна сила, далека від людей. Вдвох вони вирушають до храму Суртура та зустрічають чоловіка Джойвінд на ім'я Панаве.
Панаве демонструє як надмір краси утворює з його тіла кристал. Він розповідає як познайомився з дружиною і що Торманс — нова планета, тому життям там існує в різних формах і тормансіани постійно дотворюються. Так, вони можуть самостійно обирати стать. Тормансіани не користуються інструментами, позаяк у них більше природних органів. Мескалл подорожує різними місцинами разом з Джойвінд і Панаве. Врешті він зустрічає Суртура в подобі чоловіка, котрий повідомляє, що Мескалл повинен служити йому, після чого зникає. Тим часом сходить друге сонце Тормансу, Алпейн, і на планеті починають переважати агресивніші відтінки, а землянину зустрічаються небезпечніші пригоди.
Мескалл знайомиться з грубішою за інших тормансіан жінкою Океакс, яка має замість щупальця руку, що збільшує хіть. Вона пропонує Мескаллу стати її коханцем і також отримати третю руку, доторкнувшись до спеціального каменя. Також у нього виростає третє око, яким можна придушувати волю інших істот. Набувши нової подоби, Мескалл подорожує з Океакс. Вона хоче аби землянин вбив одного з її чоловіків, Крімтифона, та зайняв його місце. Той відмовляється, але бачить як Крімтифон перетворює своєю волею іншу людину на дерево і ненавмисне вбиває його.
Інша дружина Крімтифона, Тідомін, змушує Океакс силою волі вчинити самогубство. Мескалл іде до її житла, дорогою зустрічаючи брата Джойвінд, Діґрунга. За намовою Тідомін, він поглинає розум Діґрунга та прибуває до житла жінки. Там він виходить зі свого тіла і опиняється на спіритичному сеансі тим самим примарним чоловіком, якого вбив Крег.
Він отямлюється, позбавленим своїх сил контролю і вирішує вбити Тідомін. Для цього він відводить Тідомін у місто Сант, де живуть одні чоловіки. Дорогою вони зустрічають Спадейвіла, що має план реорганізувати життя в Санті. Мескалл і Тідомін стають його послідовниками, отримавши новий орган. Охоронець Санта, Катіс, сперечається з засновником нової віри. Мескалл, прийнявши його аргументи, вбиває Тідомін і Спадейвіла. Катіс запевняє його, що Суртур не Бог і відправляє на пошуки місця походження всіх тормансіан, Маспела.
Йдучи на бій барабана, Мескалл зустрічає Найтспора, котрий говорить, що Мескалл хоче вкрасти Світло Маспела. Той бачить видіння, де Крег убиває його, а Найтспор слідує за Світлом.
Він доходить до озера, яке чоловік Езрід використовує як музичний інструмент. Землянин знайомиться з Поулкребом, дружина якого йде на музику та гине. Мескалл сам береться грати на озері, при цьому вбиваючи Езріда і ламаючи «інструмент». Перейшовши озеро, він зустрічає різних стародавніх істот з незвичайними властивостями. З істотою Ліхаффе, що не має статі, Мескалл спускається в печеру, де Ліхаффе слабне і помирає. Істота Корпанг розповідає, що творцями Торманса є Фесені, Емфус і Тіре, а не Фесені, як він називає Суртура. Вона знаходить з Мескаллом статуї цих божеств, які перетворюються на потворні. Голос Суртура пророкує, що Мескалл невдовзі помре. Переконаний, що вірив у хибних богів, Корпанг іде з Мескаллом на звук барабана.
Мескалл і Корпанг зустрічають мисливця Гаунте, що літає на човні з «чоловічими каменями», які відштовхуються від «жіночої» землі. Землянин знищує камені і мисливець гине від поцілунку безликої жінки Суллендоб. У Мескалла виникає бажання до цієї жінки і вона відповідає взаємністю. З Корпангом вони шукають Маспел і землянин бачить видіння Світла. Через це Суллендоб втрачає зв'язок із Мескаллом і помирає. Мескалл ховає її тіло, тоді як Корпаг продовжує шлях.
Мескалл знаходить Крега і стає свідком боротьби андрогіна Гангнет проти Суртура. Крег, Мескал і Гангет перетинають на човні океан. У видіння землянин бачить серце Крега барабаном, а Гангнет — насправді посланцем Суртура, який гине у вогні Маспела. Крег говорить, що Мескалл і є Найтспором, після чого Мескалл, наближаючись до світла усвідомлює, що є аспектом Найтспора і помирає.
Крег і Найтспор прибувають у Маспел, де знаходять вежу, аналогічну вежі обсерваторії. Піднімаючись на дах, вони бачать як Суртур створює зі світла Маспела світ і страждання для всіх його істот, отримуючи від цього задоволення. Крег розкриває, що він — Суртур, деміург, на Землі знаний як Біль. Найтспор визнає, що перемогти Кристалмена неможливо, але Маспел могутніша сила, він — реальність, а Торманс і Земля є ілюзії, творені Кристалменом. Він приймає рішення стати на захист Маспела та сходить із вежі на острів.

## Історія написання
Роман був написаний у період з квітня 1919 по травень 1920 року. Він був запропонований видавцеві під назвою «Найтспор на Тормансі» і прийнятий за умови, що автор змінить назву і скоротить текст на 15 тис. слів. Роман було опубліковано у вересні 1920 року. Він залишився непоміченим публікою і критикою, було продано менше половини тиражу — 596 з 1430 примірників.
«Подорож до Арктуру» було перевидано 1946 року, відразу після смерті автора, згодом — 1963 року (тоді ж роман уперше був надрукований в США). Але тільки таке американське видання (1968 року в м'якій обкладинці) зробило книгу широко відомою.

## Ідейне підґрунтя
Цей роман нерідко вважається класикою філософської наукової фантастики, хоча фактично — це містико-філософський роман, що описує шлях до пізнання суті речей і набуття себе, подорож душі до Бога.
Роман відсилає до численних вчень Заходу і Сходу, від давньо-індійських релігійно-філософських систем до теорії творчої еволюції Бергсона. Письменник і філософ-езотерик Євген Головін у післямові до виданого ним роману «Мара», посилаючись на Д. Пайка, Коліна Вілсона і Дітріха Вахлерна, зазначає, що творчість Девіда Ліндсея може бути інтерпретовано в схемах етико-онтологічного песимізму і навіть буддизму, і пише:
Його світогляд послідовно трагічний… Але трагізм цей надзвичайно вибагливий, що не дозволяє спрямувати думку Ліндсея в русло певної метафізичної чи релігійної доктрини. При читанні «Подорожі до Арктуру» зрозуміло: всіляка маніфестація таємного креативного світла, реалізація божественної волі згубна: коли який-небудь мешканець планети Торманс — нехай як завгодно прекрасний і гармонійний — помирає, його обличчя розповзається в потворну посмішку. Краса, ніжність, співчуття — лише відтінки жахливої іронії Кристалмена, місцевого бога, творця, аж ніяк не є останньою інстанцією. Кристалмен створює розкішні пейзажі і, що особливо неприємно меломанові Ліндсею, чудові музичні гармонії. Проте в системі подвійної зірки Арктур (два сонця планети Торманс) присутні інші теоморфні сутності, які представляють чималу загадку. Приміром, Крег-Суртур — бог позитивної і діяльної волі — шанується дияволом на планеті Торманс так і в очах земної людини виглядає грубо і несимпатично. Коли наприкінці роману один з персонажів намагається з'ясувати справжню його сутність, Крег відповідає, що його ім'я і буття означають на землі «біль, страждання, відчай». Отже, пізнання, що веде до пізнання божества, призводить до божевілля і смерті: в кращому випадку зацікавлений суб'єкт наближається до таких прірв, можливість іменування яких викликає жорстоку ностальгію за жалюгідною, більш або менш зрозумілою, обмеженою в часі і просторі батьківщиною. 
Критики порівнювали роман з містичним трактатом XIV століття «Хмара невідання», «Алісою в країні чудес» Керрола, «Шляхом паломника» Баньяна, «Замком» Кафки, «Божественною комедією» Данте.

## Вплив

### В літературі
Роман «Подорож до Арктуру» вплинув на Клайва Льюїса.
Іван Єфремов згадує «Подорож до Арктуру» у «Годині Бика» як одну з тих, що збереглися в далекому майбутньому книг і пише, що вона «дивує багатством фантазії». Саме звідти він запозичив назву планети Торманс.
Відомий американський критик Гарольд Блум написав під впливом Ліндсея свій єдиний роман («гностичну фентезі») «Втеча до Люцифера» і заснував на його творчості свою теорію фантастичного (у книзі «Агон»).

### Поза літературою
Роман був екранізований студентами-кінематографістами 1970 року (див. відео). Стрічка була відреставрована і вийшла на DVD 2005 року.
У 2001 році композитор Рон Томас записав джазовий альбом «Сцени з Подорожі до Арктуру». Музика з альбому звучить у відновленої версії фільму 1970 року.
2015 року український саунд-продюсер Михайло Вітюк випустив альбом, присвячений книзі.